# Tanaecia mitra
Tanaecia mitra är en fjärilsart som beskrevs av Felder 1867. Tanaecia mitra ingår i släktet Tanaecia och familjen praktfjärilar. Inga underarter finns listade i Catalogue of Life.